# Operatie Tindall
Operatie Tindall was de codenaam voor een geallieerde misleidingsactie tijdens de Tweede Wereldoorlog.

## Geschiedenis
In 1943 voerden de Britten en Sovjets gezamenlijk een misleidingsactie uit. Doel was om de Duitsers te laten geloven dat er een Brits-Sovjet aanval vanuit Schotland op Noord-Noorwegen zou plaatsvinden. Hoewel de Duitsers serieus rekening hielden met een geallieerde landing in Noorwegen, bleven grote troepenverplaatsingen achterwege.